# Parasisis
Parasisis là một chi nhện trong họ Linyphiidae.